# Кой ще получи награда?
„Кой ще получи награда?“ (на руски: Кто получит приз?) е съветски ръчно рисуван анимационен филм на Вячеслав Котьоночкин, произведен в Союзмултфилм през 1979 г.
Анимационният филм разказва за спортните състезания на животните с участието на мечето Миша, който печели и се превръща в символ на Олимпийските игри в Москва през 1980 г.

## Сюжет
Внимание:  Текстът по-долу разкрива сюжета на произведението (или части от него)!
Миша пристига късно за състезанието. От самото начало Миша, заедно с лисицата, продължават напред, те са значително по-напред от останалите съперници. Тогава лисицата, виждайки по-къс път до финалната линия, се отбива и тича по него, предлагайки същото на Миша. Но за него това е неприемливо, той е честен. Миша не само остава по законния път, но и помага на другите: първо, той връща падналото оттам пиленце в гнездото, а след това помага на своите съперници: Таралежът го пренася през реката; Той помага на язовеца да излезе от ямата и помага на заека, който е изкривил крака си, да стигне до финалната линия. Лисицата, която изтича на финала първа, вече е триумфирала. Орелът, който е съдия, вижда измамата и обявява Миша за победител сред животните.